# Muara Rengas
Muara Rengas is een bestuurslaag in het regentschap Musi Rawas van de provincie Zuid-Sumatra, Indonesië. Muara Rengas telt 1012 inwoners (volkstelling 2010).